# آشیکاگا یوشی‌تسونا
آشیکاگا یوشی‌تسونا (به ژاپنی: 足利義維 Ashikaga Yoshitsuna); تاریخ ورودی نامعتبر است – ۲ نوامبر ۱۵۷۳) یک سامورایی  از خاندان آشیکاگا و برادر شوگون دوازدهم آشیکاگا یوشی‌هارو بود. هر دوی آنان پسران شوگون یازدهم  آشیکاگا یوشی‌زومی بودند. یوشی‌تسونا پسرخوانده شوگون دهم آشیکاگا یوشی‌تانه شد و به عنوان جانشین وی تربیت شد ولی هرگز نتوانست شوگون شود.
وی پدر آشیکاگا یوشی‌هیده چهاردهمین شوگون از شوگون‌سالاری آشیکاگا بود.